# Sonorella bequaerti
Sonorella bequaerti är en snäckart som beskrevs av W. B. Miller 1967. Sonorella bequaerti ingår i släktet Sonorella och familjen Helminthoglyptidae. Inga underarter finns listade i Catalogue of Life.